# Beach House
Pour les articles homonymes, voir Beach House (homonymie).
Beach House est un groupe de dream pop américain, originaire de Baltimore, dans le Maryland. Formé en 2004, il est composé d'Alex Scally et de Victoria Legrand. Depuis sa création en 2004 et jusqu'en 2022 le groupe est l'auteur de huit albums.

## Biographie

### Formation et débuts
Beach House se forme en 2004 à Baltimore dans le Maryland. Il est composé de Alex Scally à la guitare et aux claviers et de Victoria Legrand — par ailleurs nièce du compositeur français Michel Legrand — au chant et aux claviers. Le groupe débute comme un simple projet studio. Un premier album homonyme voit le jour le 3 octobre 2006 sur le label Carpark. Cet album obtient un bon succès critique en se classant, par exemple, seizième sur la liste des 50 meilleurs albums de 2006 établie par Pitchfork. Le même magazine évoquant les influences de Mazzy Star, Spiritualized, Galaxie 500 et Slowdive pour décrire l'album.
Beach House sort un deuxième album, en 2008, Devotion qui comprend, outre le single Gila, une reprise du titre Some Things Last a Long Time originellement interprété par Daniel Johnston. Ils collaborent avec Grizzly Bear sur le morceau Slow Life , titre qui est présent sur la bande originale du film Twilight New Moon.

### Teen DreametBloom

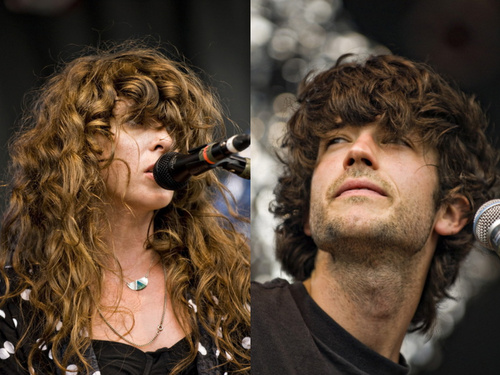
Beach House au Pitchfork Music Festival de 2010.

Leur troisième album, Teen Dream, est sorti le 26 janvier 2010. Il s'agit de leur premier album publié sur le label Sub Pop qui rencontre un bon accueil tant de la part des critiques que du public, en obtenant la 43e place des ventes au classement Billboard.
Le 15 mai 2012, le quatrième album du groupe, Bloom, est publié et reste jusqu'à maintenant celui qui rencontra le plus grand succès par rapport aux œuvres réalisées antérieurement. En effet, il se retrouve classé septième des ventes au classement Billboard, ainsi que premier dans la catégorie des albums indépendants et alternatifs. La critique est quasi unanime, déclarant qu'il s'agit là de leur meilleur album. Selon Les Inrockuptibles, « Bloom est une sorte d’aboutissement, de prolongement, de troisième étage d’une fusée qui n’a fait jusque-là que grimper. »
Le groupe publie un court-métrage, Forever Still, le 4 février 2013. Ce dernier, réalisé par le groupe et Max Goldman, s'inspire de Live at Pompeii de Pink Floyd et comprend diverses chansons issues de l'album Bloom jouées à divers endroits comme Tornillo, au Texas, où a été enregistré l'album. Ce court-métrage sera filmé à des fins promotionnelles.

### Depression CherryetThank Your Lucky Stars
Le 26 mai 2015, le groupe annonce la sortie d'un cinquième album, Depression Cherry. L'album est publié le 28 août chez Sub Pop (ou Bella Union au Royaume-Uni) et le groupe annonce une tournée en son soutien. L'album est félicité par la presse spécialisée.
Le 7 octobre 2015, le groupe annonce un sixième album, Thank Your Lucky Stars, qui est publié le 16 octobre 2015. Le 28 septembre 2015, le webzine Spin rapporte une nouvelle chanson du groupe intitulée Helicopter Dream (I'm Awake) sur le nouveau podcast de Wayne Coyne, chanteur des Flaming Lips. D'autres magazines rapportent la même chose : Consequence of Sound, Fact et Stereogum. Cependant, le groupe annoncera qu'il s'agira d'une fausse chanson.
En février 2017, le groupe annonce une tournée américaine et la sortie d'une compilation de faces B. Le 17 mai 2017, le groupe publie Chariot, qui apparait dans la compilation B-Sides and Rarities, publiée le 30 juin 2017.

### 7
Le 15 février 2018, le groupe annonce la sortie d’un septième album pour le printemps, et en publie un premier morceau Lemon Glow. Le 7 mars, le groupe dévoile le morceau Dive et annonce que l’album, nommé 7, sortira le 11 mai 2018. Ils annoncent par ailleurs une tournée en Amérique du Nord et en Europe. Pour cet album, Victoria Legrand et Alex Scally révèlent vouloir repenser leurs anciennes méthodes et se débarrasser de certaines limitations qu’ils s’étaient imposées. Ainsi, ils s’efforcent d’ignorer les contraintes imposées par les représentations en concert et laissent leur créativité dicter l’esprit de leur album. Ils s’entourent par ailleurs d’un nouveau producteur, Peter Kember, pour les y aider.
À sa sortie, l’album reçoit un excellent accueil critique, Pitchfork lui donnant une note de 8,9/10 et indiquant qu’il s’agit de leur album « le plus important et immersif de leur carrière ». Le magazine Rolling Stone note l’album 4/5, tandis que Les Inrockuptibles estime que Beach House « flirte avec la perfection » avec 7.